# Фазовая диаграмма воды

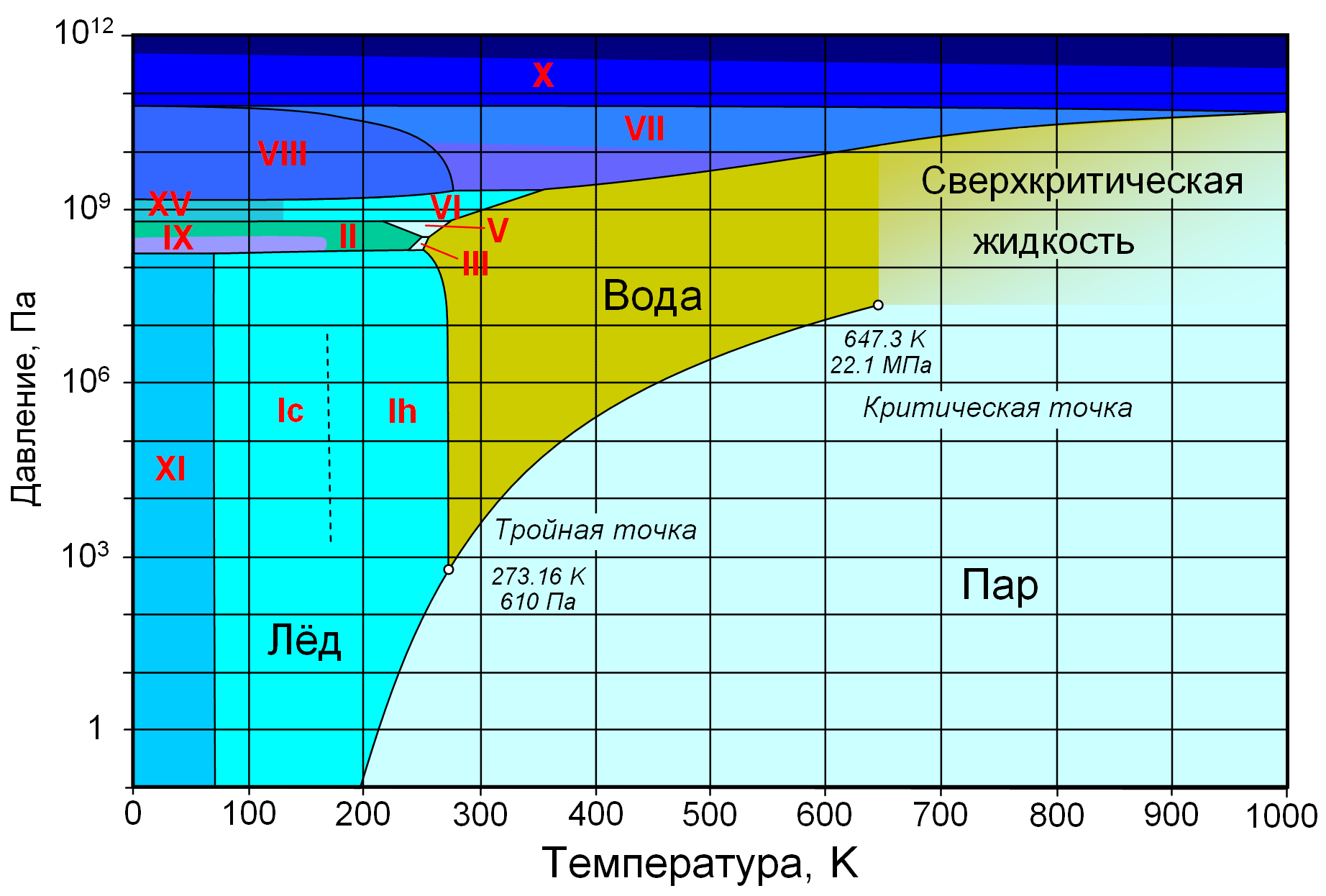
Фазовая диаграмма воды

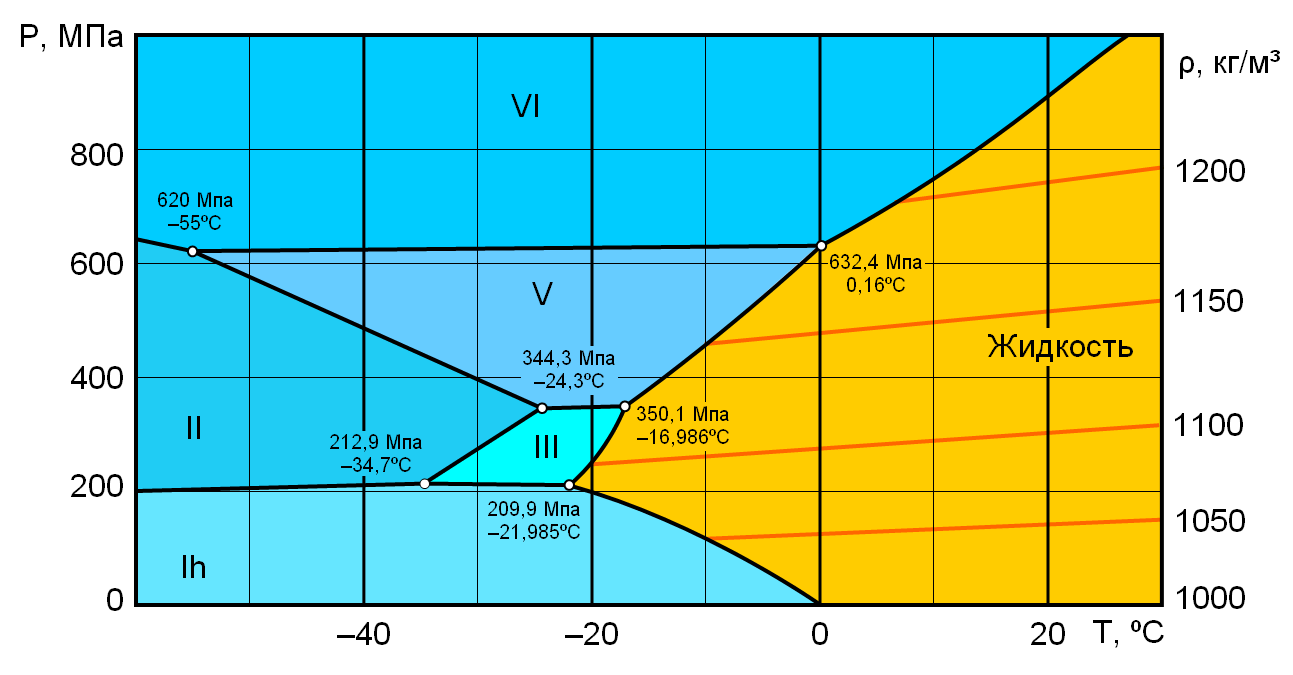
Фрагмент фазовой диаграммы воды

Фа́зовая диагра́мма воды — графическое отображение равновесного состояния фаз воды (жидкости, водяного пара и различных модификаций льда). Строится в системе координат температура—давление.

## Элементы фазовой диаграммы

### Тройные точки
| №  | Фазы    | Фазы     | Фазы     | Давление   | Температура | Температура | Примечание        |
| №  | Фазы    | Фазы     | Фазы     | МПа        | °C          | K           | Примечание        |
| -- | ------- | -------- | -------- | ---------- | ----------- | ----------- | ----------------- |
| 1  | Пар     | Вода     | Лёд Ih   | 611,657 Па | 0,01        | 273,16      | [ 1 ]             |
| 2  | Пар     | Лёд Ih   | Лёд XI   | 0          | −201,0      | 72,15       | [ 2 ] [ 3 ] [ 4 ] |
| 3  | Вода    | Лёд Ih   | Лёд III  | 209,9      | −21,985     | 251,165     | [ 5 ] [ 6 ]       |
| 4  | Лёд Ih  | Лёд II   | Лёд III  | 212,9      | −34,7       | 238,45      | [ 5 ] [ 6 ] [ 7 ] |
| 5  | Лёд II  | Лёд III  | Лёд V    | 344,3      | −24,3       | 248,85      | [ 5 ] [ 6 ]       |
| 6  | Лёд II  | Лёд VI   | Лёд XV   | ~ 800      | −143        | 130         | Для D2O           |
| 7  | Вода    | Лёд III  | Лёд V    | 350,1      | −16,986     | 256,164     | [ 5 ] [ 6 ]       |
| 8  | Вода    | Лёд IV   | Лёд XII  | ~ 500—600  | ~ −6        | ~ 267       | [ 9 ]             |
| 9  | Лёд II  | Лёд V    | Лёд VI   | ~ 620      | ~ −55       | ~ 218       | [ 10 ]            |
| 10 | Вода    | Лёд V    | Лёд VI   | 632,4      | 0.16        | 273,32      | [ 5 ] [ 6 ]       |
| 11 | Лёд VI  | Лёд VIII | Лёд XV   | ~ 1500     | −143        | 130         | Для D2O           |
| 12 | Лёд VI  | Лёд VII  | Лёд VIII | 2100       | ~ 5         | ~ 278       | [ 11 ] [ 12 ]     |
| 13 | Вода    | Лёд VI   | Лёд VII  | 2216       | 81,85       | 355         | [ 5 ] [ 6 ]       |
| 14 | Лёд VII | Лёд VIII | Лёд X    | 62 000     | −173        | 100         | [ 13 ]            |
| 15 | Вода    | Лёд VII  | Лёд X    | 47 000     | ~ 727       | ~ 1000      | [ 14 ] [ 15 ]     |

### Кривая сублимации льда

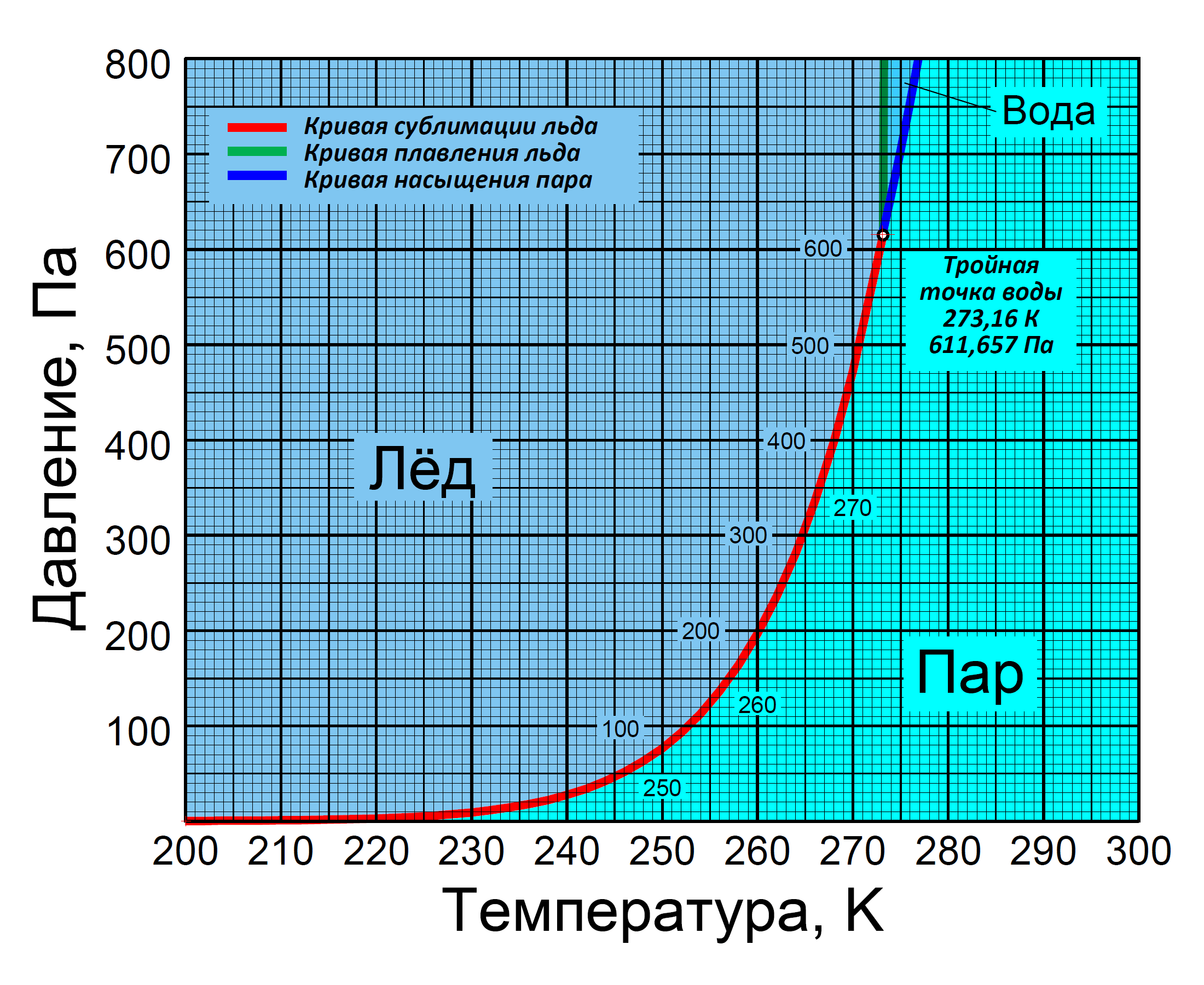
Кривая сублимации льда.

Кривая сублимации льда начинается в точке (0 Па; 0 K) и заканчивается в тройной точке воды (611,657 Па; 273,16 K). На этом участке при снижении температуры давление сублимации падает экспоненциально и при уже температуре 130 K составляет незначительную величину (10−8 Па).
С хорошей точностью давление сублимации на этом участке описывается экспонентой
{\displaystyle P=A\cdot exp(-B/T),}
где
{\displaystyle A=3,41\cdot 10^{12}~\mathrm {Pa} ;\quad B=6130~\mathrm {K} .}
Ошибка этой формулы — не более 1 % в диапазоне температур 240—273,16 K и не более 2,5 % в диапазоне температур 140—240 K.
Более точно кривая сублимации описывается формулой, рекомендованной IAPWS (англ. International Association for the Properties of Water and Steam — Международная ассоциация по изучению свойств воды и пара):
{\displaystyle \ln {\frac {P}{P_{0}}}={\frac {T_{0}}{T}}\sum _{i=1}^{3}a_{i}\left({T \over T_{0}}\right)^{b_{i}},}
где
{\displaystyle {\begin{matrix}~P_{0}=611,657~\mathrm {Pa} ;&T_{0}=273,16~\mathrm {K} ;\\a_{1}=-21,2144006;&b_{1}=0,003333333;\\a_{2}=27,3203819;&b_{2}=1,20666667;\\a_{3}=-6,1059813;&b_{3}=1,70333333.\end{matrix}}}

### Кривая плавления льда Ih
Кривая плавления льда Ih (то есть обычного льда) на фазовой диаграмме в области низких давлений представляет собой практически вертикальную прямую. Так, при переходе от тройной точки (611 Па) к атмосферному давлению (101 кПа) температура плавления падает всего на 0,008 K (с 273,16 до 273,15 K). Давление, необходимое для снижения температуры плавления на 1 K составляет около 132 атм. Кривая плавления по горизонтальной оси занимает диапазон температур 251,165—273,16 K (–21,985 ... 0,01 °C). Минимальная температура плавления (–21,985 °С) достигается при давлении 208,566 МПа (2058 атм).
Кривая плавления льда Ih — единственный фазовый переход, связанный с изменением агрегатного состояния воды, который имеет обратный наклон (при увеличении давления температура плавления уменьшается). Это обстоятельство (в соответствии с принципом ле Шателье) объясняется тем, что лёд Ih имеет меньшую плотность по сравнению с водой при том же давлении. Все остальные модификации льда тяжелее воды, их температура плавления при повышении давления увеличивается.
Кривая плавления описывается формулой, рекомендованной IAPWS:
{\displaystyle {\frac {P}{P_{0}}}=1+\sum _{i=1}^{3}a_{i}\left[1-\left({T \over T_{0}}\right)^{b_{i}}\right],}
где
{\displaystyle {\begin{matrix}~P_{0}=611,657~\mathrm {Pa} ;&T_{0}=273,16~\mathrm {K} ;\\a_{1}=1~195~393,37;&b1=3,00;\\a_{2}=80~818,3159;&b2=25,75;\\a_{3}=3~338,2686;&b3=103,75;\end{matrix}}}

### Кривая плавления льда III
Кривая плавления льда III начинается в точке минимальной температуры затвердевания воды (251,165 K; 208,566 МПа), где обычный лёд превращается в структурную модификацию III, и заканчивается в точке (256,164 K; 350,1 МПа), где проходит граница фаз III и V.
Кривая плавления описывается формулой, рекомендованной IAPWS:
{\displaystyle {\frac {P}{P_{0}}}=1-0,299948\left[1-\left({T \over T_{0}}\right)^{60}\right],}
где
{\displaystyle P_{0}=208,566~\mathrm {MPa} ;\quad T_{0}=251,165~\mathrm {K} .}

### Кривая плавления льда V
Кривая плавления льда V начинается в точке (256,164 K; 350,1 МПа), на границе фаз III и V, и заканчивается в точке (273,31 K; 632,4 МПа), где проходит граница фаз V и VI.
Кривая плавления описывается формулой, рекомендованной IAPWS:
{\displaystyle {\frac {P}{P_{0}}}=1-1,18721\left[1-\left({T \over T_{0}}\right)^{8}\right],}
где
{\displaystyle P_{0}=350,1~\mathrm {MPa} ;\quad T_{0}=256,164~\mathrm {K} .}

### Кривая плавления льда VI
Кривая плавления льда VI начинается в точке (273,31 K; 632,4 МПа), на границе фаз V и VI, и заканчивается в точке (355 K; 2216 МПа), где проходит граница фаз VI и VII.
Кривая плавления описывается формулой, рекомендованной IAPWS:
{\displaystyle {\frac {P}{P_{0}}}=1-1,07476\left[1-\left({T \over T_{0}}\right)^{4,6}\right],}
где
{\displaystyle P_{0}=632,4~\mathrm {MPa} ;\quad T_{0}=273,31~\mathrm {K} .}

### Кривая плавления льда VII
Кривая плавления льда VII начинается в точке (355 K; 2216 МПа), на границе фаз VI и VII, и заканчивается в точке (715 K; 20,6 ГПа), где проходит граница фазы VII.
Кривая плавления описывается формулой, рекомендованной IAPWS:
{\displaystyle \ln {\frac {P}{P_{0}}}=\sum _{i=1}^{3}a_{i}\left(1-\left({T \over T_{0}}\right)^{b_{i}}\right),}
где
{\displaystyle {\begin{matrix}~P_{0}=2216~\mathrm {MPa} ;&T_{0}=355~\mathrm {K} ;\\a_{1}=1,73683;&b_{1}=-1;\\a_{2}=-0,0544606;&b_{2}=5;\\a_{3}=8,06106\cdot 10^{-8};&b_{3}=22.\end{matrix}}}

### Кривая насыщения водяного пара
Кривая насыщения водяного пара начинается в тройной точке воды (273,16 K; 611,657 Па) и заканчивается в критической точке (647,096 К; 22,064 МПа). Она показывает температуру кипения воды при указанном давлении или, что то же самое, давление насыщенного водяного пара при указанной температуре. В критической точке плотность водяного пара достигает плотности воды и, таким образом, различие между этими агрегатными состояниями исчезает.
Согласно рекомендациям IAPWS, линия насыщения представляется в виде неявного квадратного уравнения относительно нормированной температуры θ и нормированного давления β:
{\displaystyle \beta ^{2}\theta ^{2}+n_{1}\beta ^{2}\theta +n_{2}\beta ^{2}+n_{3}\beta \theta ^{2}+n_{4}\beta \theta +n_{5}\beta +n_{6}\theta ^{2}+n_{7}\theta +n_{8}=0,}
где
{\displaystyle \theta ={T \over T_{0}}+{\frac {n_{9}}{{T \over T_{0}}-n_{10}}};\quad T_{0}=1~\mathrm {K} ;}
{\displaystyle \beta =\left({\frac {P}{P_{0}}}\right)^{0,25};\quad P_{0}=1~\mathrm {MPa} ;}

| {\displaystyle n_{1}}  | 1167.0521452767   |
| {\displaystyle n_{2}}  | -724213.16703206  |
| {\displaystyle n_{3}}  | -17.073846940092  |
| {\displaystyle n_{4}}  | 12020.82470247    |
| {\displaystyle n_{5}}  | -3232555.0322333  |
| {\displaystyle n_{6}}  | 14.91510861353    |
| {\displaystyle n_{7}}  | -4823.2657361591  |
| {\displaystyle n_{8}}  | 405113.40542057   |
| {\displaystyle n_{9}}  | -0.23855557567849 |
| {\displaystyle n_{10}} | 650.17534844798   |

Для заданного абсолютного значения температуры T вычисляется нормированное значение θ и коэффициенты квадратного уравнения
{\displaystyle A=\theta ^{2}+n_{1}\theta +n_{2};}
{\displaystyle B=n_{3}\theta ^{2}+n_{4}\theta +n_{5};}
{\displaystyle C=n_{6}\theta ^{2}+n_{7}\theta +n_{8},}
после чего находится значение β
{\displaystyle \beta ={\frac {-B-{\sqrt {B^{2}-4AC}}}{2A}}}
и абсолютное значение давления
{\displaystyle P=P_{0}\beta ^{4}.}
Давление насыщенного водяного пара (кПа) при различных температурах
(по вертикали указано целое число градусов, по горизонтали дробное)
| T °C | ,0     | ,1     | ,2     | ,3     | ,4     | ,5     | ,6     | ,7    | ,8    | ,9    |
| ---- | ------ | ------ | ------ | ------ | ------ | ------ | ------ | ----- | ----- | ----- |
| 0    | 0,6112 | 0,6571 | 0,7060 | 0,7581 | 0,8135 | 0,8726 | 0,9354 | 1,002 | 1,073 | 1,148 |
| 10   | 1,228  | 1,313  | 1,403  | 1,498  | 1,599  | 1,706  | 1,819  | 1,938 | 2,065 | 2,198 |
| 20   | 2,339  | 2,488  | 2,645  | 2,811  | 2,986  | 3,170  | 3,364  | 3,568 | 3,783 | 4,009 |
| 30   | 4,247  | 4,497  | 4,759  | 5,035  | 5,325  | 5,629  | 5,947  | 6,282 | 6,632 | 7,000 |
| 40   | 7,384  | 7,787  | 8,209  | 8,650  | 9,112  | 9,594  | 10,10  | 10,63 | 11,18 | 11,75 |
| 50   | 12,35  | 12,98  | 13,63  | 14,31  | 15,02  | 15,76  | 16,53  | 17,33 | 18,17 | 19,04 |
| 60   | 19,95  | 20,89  | 21,87  | 22,88  | 23,94  | 25,04  | 26,18  | 27,37 | 28,60 | 29,88 |
| 70   | 31,20  | 32,57  | 34,00  | 35,48  | 37,01  | 38,60  | 40,24  | 41,94 | 43,70 | 45,53 |
| 80   | 47,41  | 49,37  | 51,39  | 53,48  | 55,64  | 57,87  | 60,17  | 62,56 | 65,02 | 67,56 |
| 90   | 70,18  | 72,89  | 75,68  | 78,57  | 81,54  | 84,61  | 87,77  | 91,03 | 94,39 | 97,85 |
| 100  | 101,4  |        |        |        |        |        |        |       |       |       |